# Eulithis diversilineata
Eulithis diversilineata là một loài bướm đêm thuộc họ Geometridae. Sâu bướm loài này ăn Virginia creeper.

## Hình ảnh

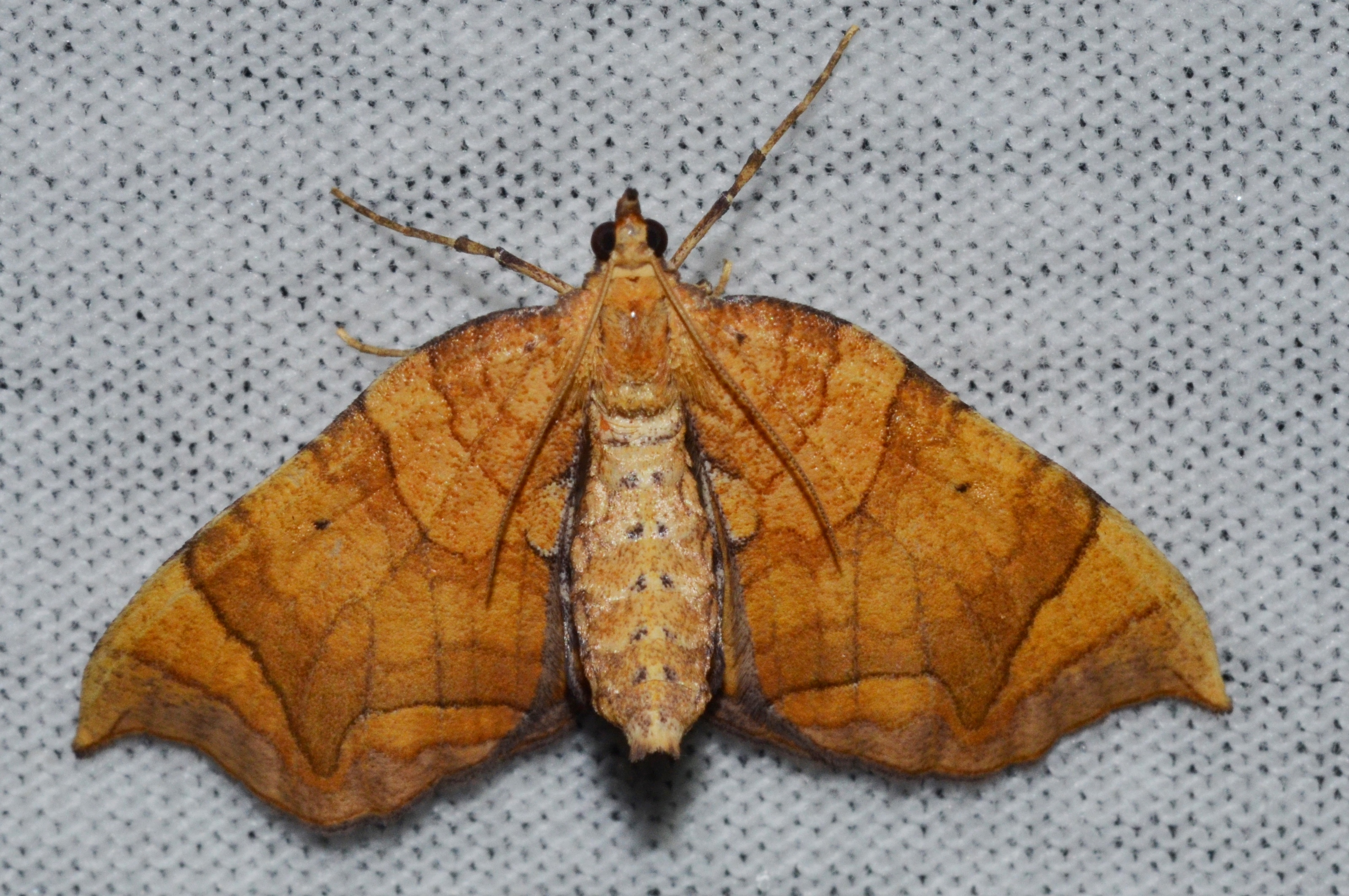